# De Harmonie (Leeuwarden)
De Harmonie is de stadsschouwburg en concertzaal van Leeuwarden. Het is de grootste schouwburg van Friesland en een van de vijf grootste in Nederland. In 2020 vonden er meer dan achthonderd voorstellingen, concerten, symposia en feesten plaats die zo'n 200.000 bezoekers trokken. De Harmonie is lid van de Vereniging van Schouwburg- en Concertgebouwdirecties (VSCD).
Het gebouw uit 1994 is ontworpen door de architect Frits van Dongen en heeft drie theaterzalen, drie kleinere vergaderzalen en twee grote foyers. De grootste zaal biedt ruimte aan duizend bezoekers en beschikt over een zeer hoge toneeltoren. Tot 2013 was ook Filmhuis Leeuwarden er gevestigd.

## Geschiedenis
- 1874: oprichting van Vereniging De Harmonie
- 1881: oplevering van het gebouw, sociëteit De Harmonie. Een gebouw voor podiumkunsten en grootschalige, niet-artistieke doeleinden. Ondanks dat de sociëteit een besloten club was, werd het ook gebruikt voor exposities, warenshows, veilingen, beurzen, gymnastiek, feesten en circussen. Hierdoor werd het gebouw omarmd door de bevolking.
- 1937: verbouwing en modernisering aan de grote zaal waarbij de capaciteit werd vergroot en de akoestiek verbeterd.
- 1957: overdracht van de exploitatie aan Stichting Culturele Centra die een verbouwing bewerkstelligt. De toneelaccommodatie werd verbeterd en er werd een kleine zaal aangebouwd: het Theater Aan Het Water. Met de verruiming van de functie van het gebouw werd het gebouw qua sfeer ook minder aantrekkelijk waardoor er toch minder maatschappelijke en commerciële evenementen plaatsvonden.
- 1975: verbouwing waarbij de zitcapaciteit werd teruggeschroefd naar 900 en de schouwburg weer als een van de beste theaters te boek stond.
- 1990: besluit om tot nieuwbouw over te gaan. Het gebouw was er door de vele verbouwingen op achteruitgegaan en in de voorgaande jaren intensief gebruikt. Architect Frits van Dongen gaf de nieuwbouw een theatrale sfeer mee met gebruikmaking van licht en aankleding. De nieuwbouw is geschikt voor multifunctioneel gebruik, inclusief voor congressen en vergaderingen, zoals het ooit in de beginjaren ook was.
- 1994: ingebruikname van de nieuwbouw
- 1995: officiële opening door Koningin Beatrix
- 2005: tienjarig bestaan waarbij een nieuwe huisstijl wordt ingevoerd
- 2013: verhuizing Film in Friesland naar nieuw Fries Museum aan het Zaailand
- 2018: Stadsschouwburg De Harmonie uitgeroepen tot het meest gastvrije theater van Nederland
- 2019: Stadsschouwburg De Harmonie opnieuw uitgeroepen tot het meest gastvrije theater van Nederland
- 2024: Stadsschouwburg De harmonie bestaat 150 jaar en viert haar jubileum met diverse shows en extra randprogrammering.

## Organisatie
De Harmonie doet aan maatschappelijk verantwoord ondernemen. Ze volgt daarbij de 'Fair Practice Code', de 'Governance Code Cultuur' en de 'Code Diversiteit & Inclusie'. Het feit dat de stadsschouwburg viermaal achtereen  het Gouden Green Key certificaat ontving toont aan dat de organisatie belang hecht aan duurzaamheid.  
In 2024 werd een nieuwe huisstijl geïntroduceerd. 

## Directie
- Gerrit ter Horst (1971-1988)
- Gerard Tonen (1990-2001)
- Arthur Oostvogel (2001-2019)
- Marijke van der Woude (2019-2024)
- Siart Smit (2025-)